# Diana Mocanu
Diana Iuliana Mocanu (Brăila, 19 de julho de 1984) é uma nadadora romena, ganhadora de duas medalhas de ouro em Jogos Olímpicos.